# Stephan Krehl
Stephan Krehl   (Leipzig, 5 de juliol de 1864 - Leipzig, 9 d'abril de 1924)
va ser un compositor, professor de música i musicòleg alemany.
Krehl va estudiar música a Leipzig i Dresden. Del 1889 al 1902 va ser professor de piano i teoria musical al Conservatori de Karlsruhe. Des de 1902 fins a la seva mort va ensenyar a Leipzig. Va ser director d'estudis a Leipzig del 1921 al 1924, succeint a Hans Sitt. Entre els seus estudiants hi havia l'espanyol Pablo Sorozábal (1897–1988), Maria Elisabeth Pembaur, Günther Ramin, Rudolf Mauersberger, Rudolf Wagner-Régeny, Otto Weinreich Peder Gram, Edvin Kallstenius, Stevan Hristić, Heinrich Sthamer, Johannes Weyrauch, Claus Clauberg, Hermann Weil i Fritz Reuter.
Admirable teòric continuà la tradició d'Hugo Riemann en les ensenyances d'harmonia i contrapunt, publicant nombroses obres de caràcter pedagògic.
Les seves composicions d'impecable forma, treballades a conciencia i en moltes ocasions atractives, pertanyen quasi totes el gènere de cambra, destacant un Quintet per a clarinet; el Quartet, op. 17; la Sonata per a piano i violoncel op. 20, i una Suite per a quartet de corda, i que fou la seva última obra. El seu treball com a compositor comprèn al voltant de trenta obres per a piano, violí i clarinet.
És autor de diversos llibres de text sobre teoria musical com el Allgemeine Musiklehre de 1904.

## Publicacions
- Praktische Formenlehre (1902);
- Fuge (1909);
- Allgemeine Musiklehre (1910);
- Harmonielehre. 3 Bde., Berlin und Leipzig: Göschen (1921)
- Kontrapunkt. Die Lehre von der selbständigen Stimmführung. Neudruck. Leipzig: Göschen (1912)
- Theorie der Tonkunst und Kompositionslehre.